# Félix Eboa Eboa
Félix Junior Gustave Eboa Eboa (Douala, 19 aprile 1997) è un calciatore camerunese, difensore dell'Arda Kărdžali.

## Carriera
Cresciuto nel settore giovanile del Paris Saint-Germain, il 22 giugno 2017 firma un triennale con il Guingamp.

## Statistiche

### Presenze e reti nei club
Statistiche aggiornate al 1º aprile 2018.
| Stagione        | Squadra         | Campionato      | Campionato | Campionato | Coppe nazionali | Coppe nazionali | Coppe nazionali | Coppe continentali | Coppe continentali | Coppe continentali | Altre coppe | Altre coppe | Altre coppe | Totale | Totale |
| Stagione        | Squadra         | Comp            | Pres       | Reti       | Comp            | Pres            | Reti            | Comp               | Pres               | Reti               | Comp        | Pres        | Reti        | Pres   | Reti   |
| --------------- | --------------- | --------------- | ---------- | ---------- | --------------- | --------------- | --------------- | ------------------ | ------------------ | ------------------ | ----------- | ----------- | ----------- | ------ | ------ |
| 2017-2018       | Guingamp        | L1              | 19         | 0          | CF+CdL          | 1+1             | 0               | -                  | -                  | -                  | -           | -           | -           | 21     | 0      |
| Totale carriera | Totale carriera | Totale carriera | 19         | 0          |                 | 2               | 0               |                    | -                  | -                  |             | -           | -           | 21     | 0      |